# Stundwiller
Stundwiller é uma comuna francesa na região administrativa de Grande Leste, no departamento Baixo Reno. Estende-se por uma área de 3,33 km². Em 2010 a comuna tinha 499 habitantes (densidade: 149,8 hab./km²).